# Parada dos Navios/Valongo
Parada dos Navios/Valongo é uma das estações do VLT Carioca, situada no Rio de Janeiro, entre a Parada Utopia AquaRio e a Parada dos Museus. Faz parte da Linha 1.
Foi inaugurada em 13 de junho de 2016. Localiza-se na Orla Conde. Atende o bairro da Gamboa.
A estação recebeu esse nome por estar situada em frente à Estação Marítima de Passageiros do Porto do Rio de Janeiro, um terminal de cruzeiros localizado no Cais da Gamboa. Administrado pelo Pier Mauá, desde 1998, a estação é a principal porta de entrada do turismo internacional no país.
Em dezembro de 2018, foi renomeada de "Parada dos Navios" para "Parada dos Navios/Valongo", em homenagem à cultura africana, assim como as novas estações da Linha 3. "Valongo" faz referência ao Cais do Valongo, local de desembarque dos negros africanos escravizados que foi descoberto durante as obras do Porto Maravilha e, posteriormente, declarado Patrimônio da Humanidade pela Organização das Nações Unidas para a Educação, a Ciência e a Cultura (Unesco).